# آدم فونغ
آدم فونغ (بالإنجليزية: Adam Fong)‏ هو ملحن أمريكي، ولد في 21 يونيو 1980 في Greenbrae, California ‏ في الولايات المتحدة.

## وصلات خارجية
- الموقع الرسمي